# 植松站
植松站（日语：／ Uematsu eki */?）是一位於日本岡山縣岡山市南區植松，隸屬於西日本旅客鐵道（JR西日本）的鐵路車站，車站編號為JR-M11。
本站是本四備讚線本州段中唯一位於岡山市內的車站，以停靠普通列車為主，並只行駛至兒島站，過往曾每天有4個來回班次的普通列車是能通往四國方向；現時已取消，並只有在清晨和深宵時份，共有3來回的快速「Marine Liner」停靠，直通四國。

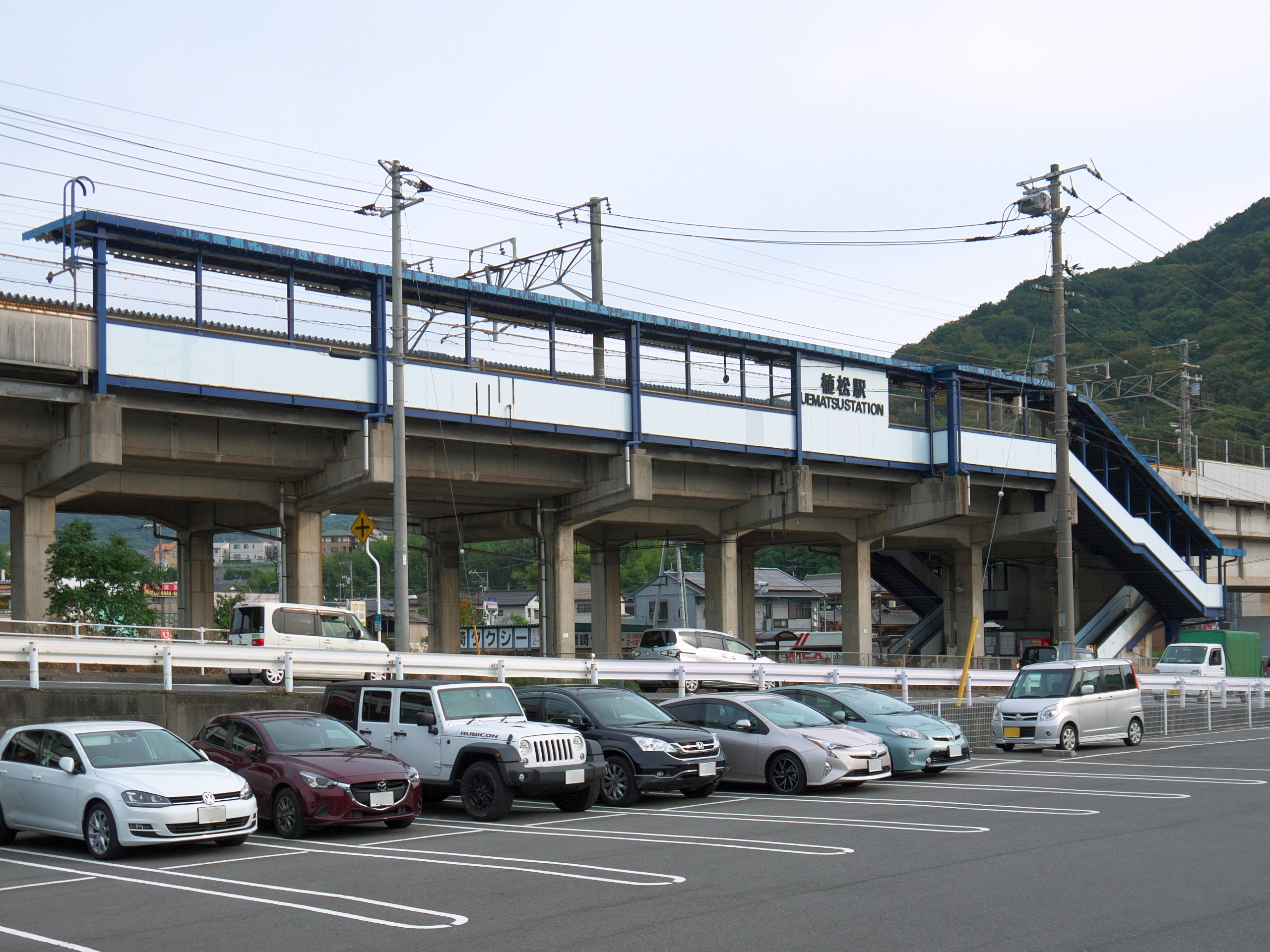
車站西側（2018年10月）

## 車站結構

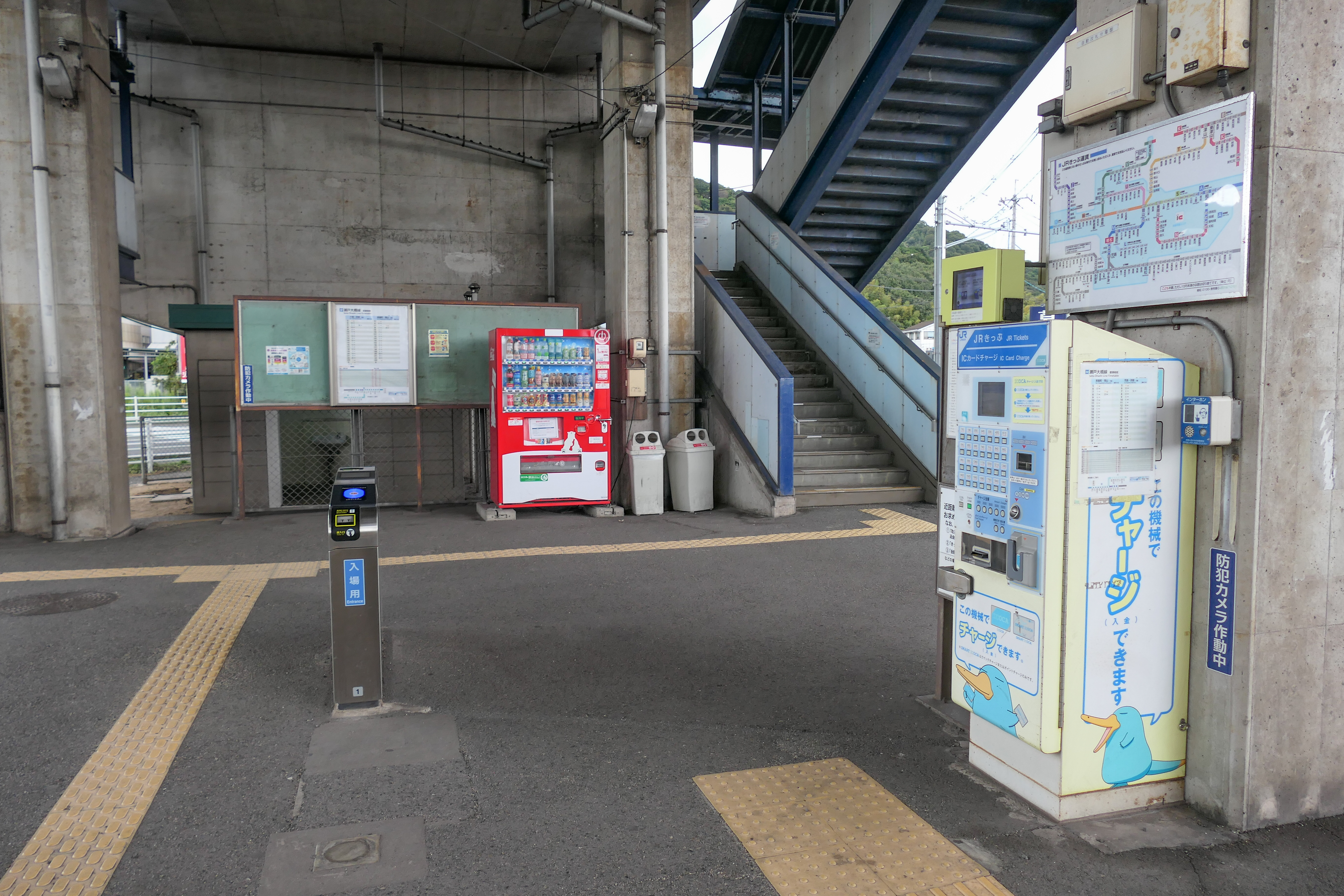
驗票口（2022年9月）

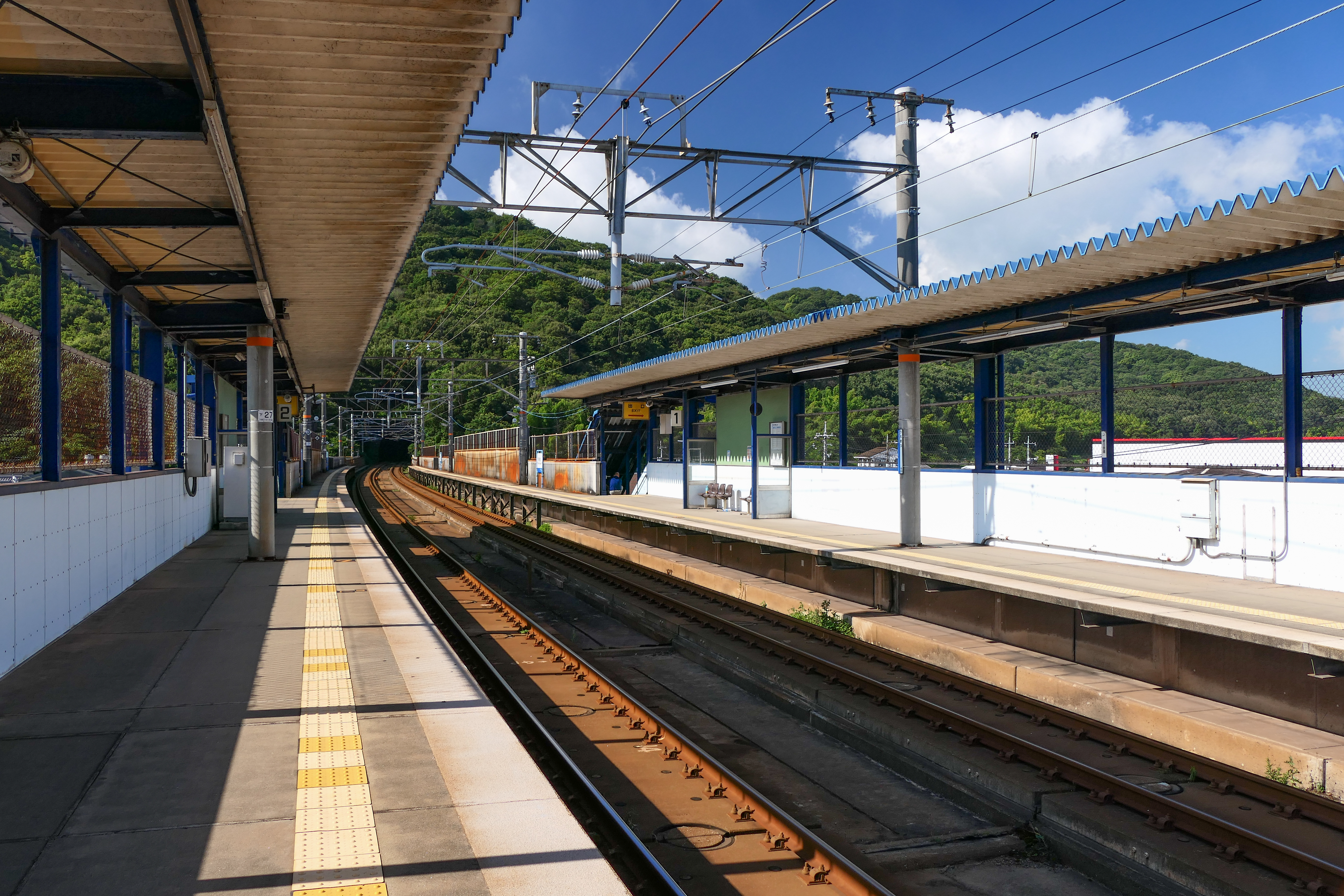
月台（2022年9月）

本四備讚線內的新建車站，均全為簡易車站模式興建的高架車站，開線初期售票機設於樓梯上的公共空間，後來因應加裝智能咭對應入閘器而將售票機改設於地面。洗手間則位於樓梯右旁位置。
通過簡易入閘器後沿樓梯上至約半層高的公共空間，並在此處起便分為左右兩邊，分別前往頂層所屬的候車月台。本站設有側式月台2個，除了連接樓梯口部份是設有約1列長度的上蓋外，其他均是露天部份，月台的有效長度為7輛。

### 月台配置
| 月台 | 路線                     | 方向 | 目的地         |
| ---- | ------------------------ | ---- | -------------- |
| 1    | 本四備讚線（瀨戶大橋線） | 上行 | 岡山方向       |
| 2    | 本四備讚線（瀨戶大橋線） | 下行 | 兒島、高松方向 |

## 歷史
- 1988年3月20日：本四備讃線開通，設站。

## 使用情況
每日的平均乘客人數如下：
| 乗車人員推移 | 乗車人員推移 |
| 年度         | 1日平均人数  |
| ------------ | ------------ |
| 1999         | 167          |
| 2000         | 154          |
| 2001         | 147          |
| 2002         | 140          |
| 2003         | 140          |
| 2004         | 135          |
| 2005         | 126          |
| 2006         | 118          |
| 2007         | 139          |
| 2008         | 130          |
| 2009         | 126          |
| 2010         | 127          |
| 2011         | 135          |
| 2012         | 140          |
| 2013         | 145          |
| 2014         | 149          |
| 2015         | 159          |
| 2016         | 162          |
| 2017         | 170          |
| 2018         | 185          |
| 2019         | 185          |
| 2020         | 164          |

## 相鄰車站
※快速「Marine Liner」（只限早上、深夜的一部分列車停靠）的相鄰停靠站參見列車條目。
西日本旅客鐵道
 瀨戶大橋線（本四備讚線）
茶屋町（JR-M08）－植松（JR-M09）－木見（JR-M10）

## 外部連結
- JR西日本植松站官方網站。 （页面存档备份，存于）